# عثوان
مركز عثوان يقع على جبل عثوان وهو أحد المراكز التابعة لمحافظة بني مالك شرق منطقة جازان الواقعة جنوب غرب السعودية.